# Quatre Bornes
Quatre Bornes is een Mauritiaanse stad in het district Plaines Wilhelms. De stad telt 75.967 inwoners en is gelegen 17 km ten zuiden van Port Louis, in het centraal deel van het eiland.